# Университет Фукуи
Университет Фукуи (яп. 福井大学 Фукуи дайгаку, сокращённо 福大 фукудай) — национальный университет Японии, расположенный в городе Фукуи в префектуре Фукуи.

## История
Университет Фукуи был создан в 1949 году путём объединения трёх учебных заведений Фукуи: Школа Фукуи (яп. 福井師範学校 Фукуи сихан гакко), Обычная школа для молодёжи Фукуи (яп. 福井青年師範学校 Фукуи сэйнэн сихангакко) и Технический колледж Фукуи (яп. 福井工業専門学校 Фукуи ко:гё: сенмонгакко). Сначала в университете было два факультета: факультет Гуманитарных наук и Инженерный факультет.

### Хронология
- В 1873 году была основана начальная школа Фукуи.

- В 1923 была основана Техническая школа Фукуи (позднее Технический колледж Фукуи). Она стала первым высшим учебным заведением инженерного профиля в трех префектурах Хокурику.

- В 1938 году была основана школа подготовки молодых учителей префектуры Фукуи (предшественница обычной школы для молодёжи префектуры Фукуи).

- 31 мая 1949 года был создан Университет Фукуи вместе с двумя факультетами: факультетом Гуманитарных наук и Инженерным факультетом[1].

- В 1965 году в префектурах Хокурику впервые была открыта магистерская программа инженерного факультета.

- В 1966 году факультет Гуманитарных наук был переименован в Педагогический факультет.

- 1 октября 1978 года был основан Медицинский университет Фукуи[1].
- 1 апреля 1980 года был основан факультет Медицинских наук[1].

- В 1983 году была основана больница Медицинских наук при Университете Фукуи[1].

- В 1992 году была основана магистерская программа факультета Образования.

- В 1999 году Педагогический факультет был переименован в факультет Образования и регионоведения.

- 1 октября 2003 года Университет медицинских наук Фукуи (яп. 福井医科大学 Фукуи ика дайгу) был объединён с Университетом Фукуи, образовав факультет Медицинских наук, а затем больница Университета медицинских наук Фукуи была переименована в больницу Университета Фукуи 1 апреля 2004 года[1].

- В 2009 году в кампусе Бункё был создан Международный научно-исследовательский университет ядерной инженерии.

- В апреле 2016 года был вновь создан факультет Международных и региональных исследований[1].

- В апреле 2020 года была основана магистратурный факультет Международной географии.

- В марте 2022 года назначен ведущим университетом по подготовке учителей[2].

## Структура

### Бакалавриат
- Факультет образования (яп. 教育学部 Кё:ику гакубу)
- Инженерный факультет (яп. 工学部 Ко: гакубу)
- Факультет глобальных и общественных исследований  (яп. 国際地域学部 Кокусай тиики гакубу)
- Факультет медицинских наук (яп. 医学部 И гакубу)

### Магистратура
Только в Высшей инженерной школе есть магистратура. Для Высшей школы медицины, Высшей школы образования и Высшей школы международного и регионального менеджмента существуют курсы профессиональной подготовки.
- Высшая школа образования (яп. 大学院教育学研究科 Дайгакуин кё:икугаку кенкю:ка)
- Высшая инженерная школа (яп. 工学部 Дайгакуин ко:гаку кенкю:ка)
- Высшая школа медицинских наук (яп. 工学部 Дайгакуин игакукей кенкю:ка)

### Докторантура
- Высшая инженерная школа
- Высшая медицинская школа
- Объединённая высшая школа детского развития Фукуи (Совместная высшая школа с Университетами Осаки, Канадзавы, Медицинским Университетом Хамамацу и университетом Тиба)

## Кампусы
- Бункё (яп. 文京)

Кампус факультетов глобальных и общественных исследований, инженерии и образования
- Мацуока (яп. 松岡)

Кампус факультета медицинских наук
- Цуруга (яп. 敦賀)

Кампус научно-исследовательского Университета ядерной инженерии

## Сотрудничество с другими университетами
У университета Фукуи есть соглашение о переводе кредитов с Открытым университетом Гакуэн, который предоставляет студентам различные возможности для обучения.

### Соглашение о системе обмена информацией о переводе кредитов между университетами префектуры Фукуи
- Университет префектуры Фукуи
- Университет Дзинаи
- Женский колледж Дзинаи
- Младший техникум Цуруги
- Национальный технологический институт Фукуи

### Школы-партнеры по двустороннему дистанционному обучению
- Университет Каназава
- Университет Тояма
- Японский институт передовых наук и технологий

### Школы по международному академическому обмену и другим соглашениям
- Соединённые Штаты Америки
  - Ратгерский университет
  - Университет Финдлей
  - Университет Клемсон
  - Техасский университет в Остине
- Южная Корея
  - Университет Дон-юи

- Китай
  - Пекинский химико-технологический университет
  - Университет Дунхуа
  - Наньчанский авиационный университет
  - Уханьский университет науки и техники
  - Чжэцзянский университет
- Индонезия
  - Университет Индонезии
- Россия
  - Российская академия наук
- Индия
  - Индийский институт технологии в Канпуре
- Объединённые Арабские Эмираты
  - Университет Иттихад

### Университеты-партнеры по академическому обмену
- Инженерный факультет
  - Австралия
    - Сиднейский университет

  - Южная Корея
    - Университет Ёнсе
    - Университет Дон-а
    - Национальный университет Пукен
    - Йоннамский университет

  - Китай
    - Шанхайский университет науки и техники
    - Юго-Восточный университет в Нанкине
    - Китайская академия наук

  - Польша
    - Варшавский политехнический университет

  - Россия
    - Российская академия наук

  - Монголия
    - Университет науки и технологии (Улан-Батор)
- Высшая инженерная школа
  - Южная Корея
    - Университет Сонгюнгван

## Школы при университете
- Образовательная школа университета Фукуи
- Детский сад при Педагогическом факультете Университета Фукуи
- Школа для лиц с ограниченными возможностями при университете Фукуи